# Vins Margnat
Le vin Margnat désigne un vin de table largement commercialisé et distribué en France pendant l’après-guerre.
L'entreprise Margnat, fondée dans les années 1890 par Edouard Margnat, est reprise en 1940 par ses trois fils, rapidement connus dans le milieu du vin comme les « Frères Margnat ». La société acquiert une notoriété croissante jusqu’à être dans les années 1970 parmi les premiers distributeurs français de vin de table. Entre-temps (1967) la société Margnat SA est devenue Société des Vins de France (S.V.F.). En 1974 les « Frères  Margnat » vendent leur participation et se retirent du négoce de vin. La S.V.F. est rachetée par le groupe Pernod Ricard puis par le groupe Castel.

## La profession de négociants en vins, une tradition familiale
Dans la famille Margnat la profession de négociant en vin est une tradition qui remonte à la Révolution Française, avec le premier entrepôt de François Margnat (1780) en Auvergne, puis le deuxième à Lyon.

## Les Margnat (négociants en vins de 1900 à 1980)

### Période 1900-1940
Edouard Margnat est le fondateur des Vins Margnat. Il crée ses chais portuaires à Marseille, au 5 quai de la Tourette, « sous » la Cathédrale de la Major. Tirant le meilleur parti de la position du port de Marseille « en face » de l'Algérie, et de ses liens familiaux (la famille Bories de Mostaganem, Algérie), Edouard Margnat, devient un des premiers négociants en vin de son époque.

### Période 1940-1980
Les « Frères Margnat » Paul, Robert et Jacques, fils d'Edouard, lui succèdent à partir de 1940 dans le cadre de leur société Margnat Frères. Ils vont être connus dans le milieu du vin sous le surnom des « Frères Margnat » et vont être, dans les années 1950-1960-1970, parmi les premiers négociants en vins de France.
Par les réclames sur les murs, chez les détaillants, le long des routes et sur les camions de livraison, le « vin Margnat » va devenir progressivement au cours de ces années un terme familier dans le paysage des villes et des campagnes françaises.

## L’essor de l’entreprise familiale et la S.V.F.
Un mouvement de regroupement de certaines des plus importantes entreprises de négoce en vins de France commence en 1965 dans le but de constituer une société à caractère national. Ces opérations se sont faites par des fusions/absorptions :
La société Sapvin de Marseille (marque « Kiravi ») absorbe en 1965 la Société des Vins de France ou S.V.F. de Lyon. Sapvin est alors un des négociants français dont les « Frères Margnat » sont les plus proches. Sapvin reprend le nom « Société des Vins de France » (S.V.F.), jugé très significatif et fédérateur, et devient Société des Vins de France. Simultanément la société Margnat Frères se scinde en deux sociétés : Financière Margnat Frères et Margnat S.A (marque « Vins Margnat »).
Margnat S.A absorbe en 1967 la société S.V.F (ex Sapvin), puis en 1968 la société Grands Vins sélectionnés (marque « Gévéor »), très importante société parisienne fort connue à l'époque. Comme Sapvin l'avait fait, la société Margnat S.A conserve le nom S.V.F. et devient elle-même Société des Vins de France. En 1971 la S.V.F. absorbe la société Distribution des Marques Sélectionnées (DMS) et sa filiale, la société Développement des Marchés Locaux (DML), DMS et DML constituant le premier groupe de distribution de vin à Paris (marques « Préfontaines » et « Postillon »).
La S.V.F. (Société des Vins de France) est ainsi devenue en 1971 le premier négociant en vins de France mais elle n'est plus une entreprise familiale. Les « Frères Margnat » vendent leur participation  minoritaire en 1974, et arrêtent leur activité de négociants en vins. La Société des Vins de France quant à elle poursuit sa route. Elle devient filiale du groupe Pernod Ricard d'abord, puis sera rachetée quelques années plus tard par le groupe Castel.